# Graversfors
Graversfors is een plaats in de gemeente Norrköping in het landschap Östergötland en de provincie Östergötlands län in Zweden. De plaats heeft 207 inwoners (2005) en een oppervlakte van 64 hectare. Graversfors ligt aan het meer Näknen en de plaats wordt voor de rest omringd door zowel bos als rotsachtig gebied. Graversfors is ondanks dat zijn inwoneraantal boven de 200 ligt toch een småort, dit komt doordat meer dan de helft van de huizen in de plaats vakantiehuis is. In de plaats lag de ijzerfabriek Stens bruk, deze werd gesticht in 1763. De stad Norrköping ligt zo'n tien kilometer ten zuiden van het dorp.